# Hotchkiss et Cie
A Société Anonyme des Anciens Etablissements Hotchkiss et Compagnie (abreviadamente Hotchkiss et Cie), foi uma fabricante de armas francesa e, a partir do início do século XX, uma fabricante de automóveis, fundada pelo armeiro americano Benjamin B. Hotchkiss.
Hotchkiss se mudou para a França e montou uma fábrica, primeiro em Viviez, perto de Rodez, em 1867, fabricando armas usadas pelos franceses na Guerra Franco-Prussiana de 1870, depois se mudando para Saint-Denis, perto de Paris, em 1875.

## Histórico

### O empresário

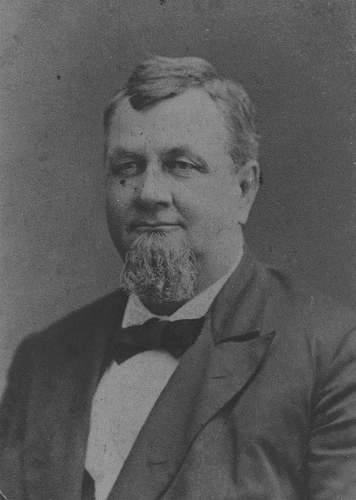
Benjamin B. Hotchkiss, ca. 1885.

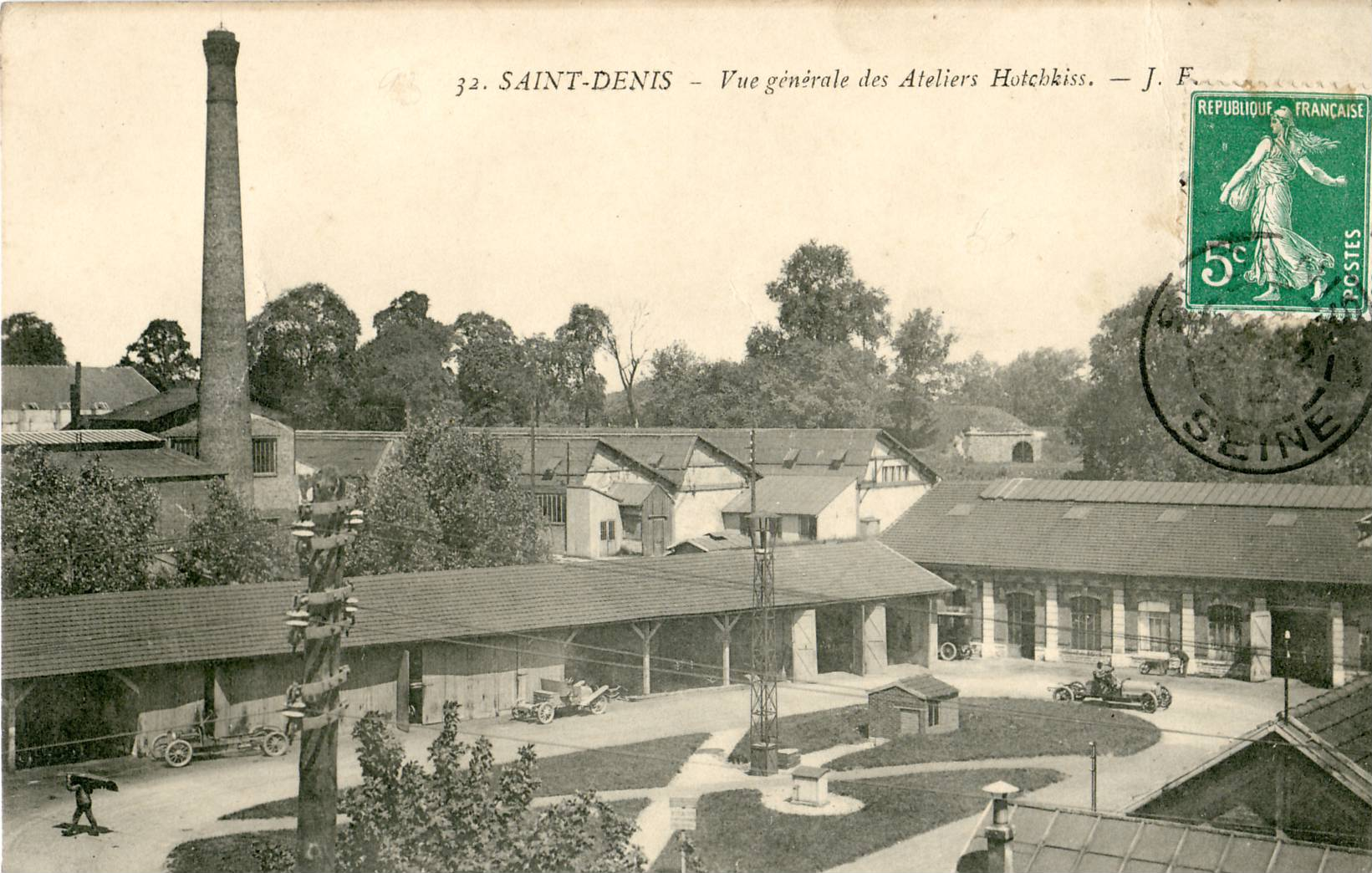
A fábrica em Saint-Denis, ca. 1912.

Benjamin Berkeley Hotchkiss (1826-1885) era um cidadão americano, nascido em Watertown, Connecticut. Engenheiro talentoso na área de armas, não conseguiu se estabelecer com os militares americanos e mudou-se para a França em 1867, onde criou a empresa que leva seu nome: Hotchkiss, localizada na estrada de Gonesse a Saint-Denis., uma subsidiária da empresa de construção de armas e munições que fundou em 1855. Mudou-se então para Viviez, perto de Rodez, para fabricar caixas de metal, pouco antes da eclosão da guerra franco-francesa. Prussiana de 1870.
Hotchkiss escolheu como emblema de sua empresa, uma cópia quase exata da insígnia militar do “Departamento de Ordenança” dos Estados Unidos: dois canhões cruzados encimados por uma granada ardente, todo envolto por um cinto fechado por uma fivela constituía seu emblema,
Uma nova fábrica em Saint-Denis foi inaugurada em 1875. Desde sua instalação na França, Benjamin Berkeley Hotchkiss registrou várias patentes e a empresa prosperou.
A fábrica, que produzia armas e explosivos, rapidamente se tornou um fornecedor regular do exército francês. Benjamin Berkeley Hotchkiss morreu em 1885, mas a empresa continuou a desenvolver uma metralhadora automática. O primeiro modelo, produzido em 1892, foi adotado pelo exército francês em 1897. Após algumas modificações e melhorias, em 1914 o modelo se tornou a "pistola Hotchkiss", uma das metralhadoras pesadas padrão usadas pela Grã-Bretanha, França e Japão .
Na virada do século, a ainda próspera empresa diversificou-se e passou a fabricar componentes para automóveis, depois veículos completos. A Hotchkiss estava a caminho de se tornar uma das maiores e mais importantes empresas de engenharia mecânica e automotiva da França.

### A marca
Junto com a fabricação de armas, a filial francesa se interessava pela mecânica geral e, em 1901, fazia pedidos de peças mecânicas para vários clientes, incluindo fábricas de automóveis como Panhard e De Dion-Bouton. Isso deu à administração a ideia de entrar na fabricação de automóveis. A empresa recrutou o engenheiro Georges Terrasse, que havia trabalhado na Mors, e um inglês, H. M. Ainsworth, que chefiaria a divisão automotiva de 1923 a 1952.

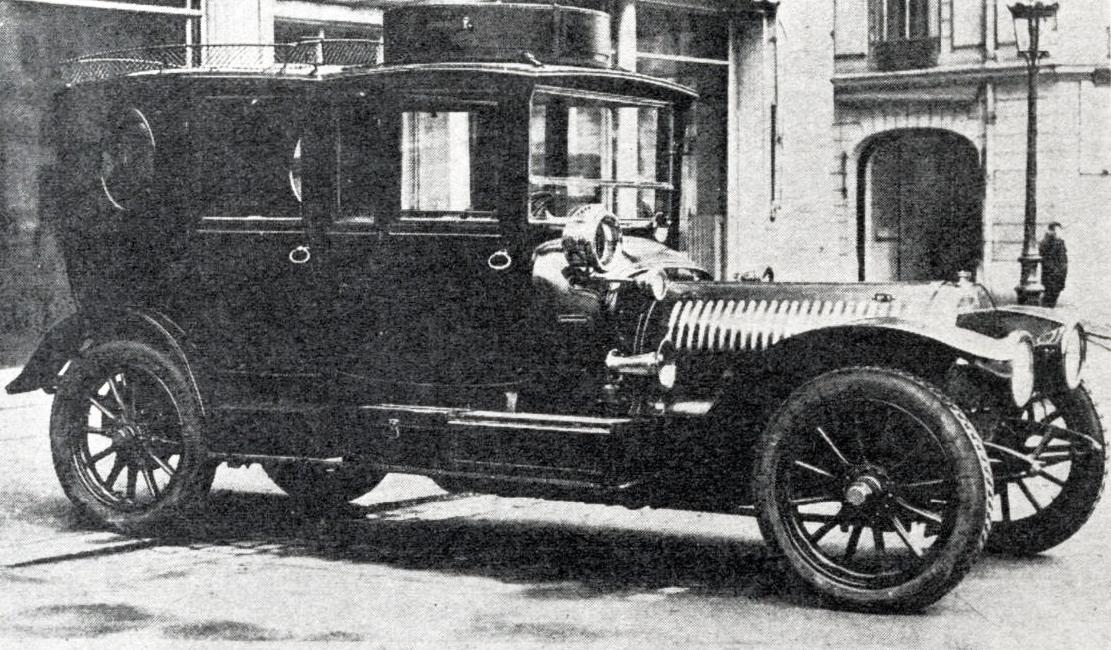
A primeira Hotchkiss de seis cilindros saida da fábrica em 1906, e ainda rodava 25 anos depois.

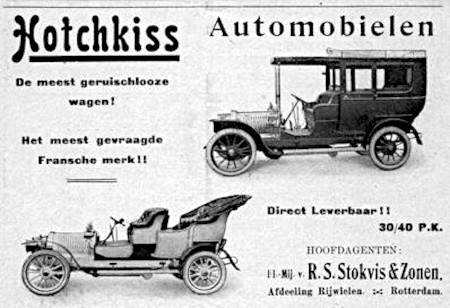
Anúncio da Hotchkiss de 1906.

Em 1902, dando continuidade à sua produção militar, a Hotchkiss lançou-se na subcontratação de peças sobressalentes para o automóvel, informações fornecidas pela empresa para a "Exposition universelle de 1900", na qual exibiu uma variedade de canhões, disse que a fábrica de St Denis empregava cerca de 400 funcionários e tinha 600 máquinas operatrizes. Já em 1904, construiu os seus primeiros chassis-motores de 20 HP. O tipo E - com quase 18 litros de cilindrada - foi preparado para a competição.
No Paris Motor Show de 1922, Hotchkiss lançou o AM 12 HP e adotou o slogan "O carro de ouro" em meados da década de 1920. Na verdade, a marca sintetizou os votos de uma clientela burguesa rica que buscava conforto e conveniência. Discrição.
A partir do outono de 1925, surgiu uma nova linha de motores OHV. Estes motores de 4 ou 6 cilindros foram produzidos com alguns desenvolvimentos técnicos até 1954: o 2,3 litros de 4 cilindros (13 HP) instalado na série AM2, depois o 6 cilindros de 3 litros (17 HP) a 3,5 litros (20 HP) instalado no AM80.
A partir do Salão de 1934 sente-se a influência da aerodinâmica: grelha ligeiramente inclinada, mala integrada e perfilada. Esses corpos seduzidos pelo classicismo e pela distinção de suas linhas no concours d'elegance [ref. desejado].
Em 1936, a empresa apresentou um caminhão PTC de 2 toneladas com capuz e motor a gasolina de 2,3 litros (4 cilindros para 62 HP SAE). Em agosto, as fábricas de armas de Levallois-Perret e Clichy foram nacionalizadas pela Frente Popular.

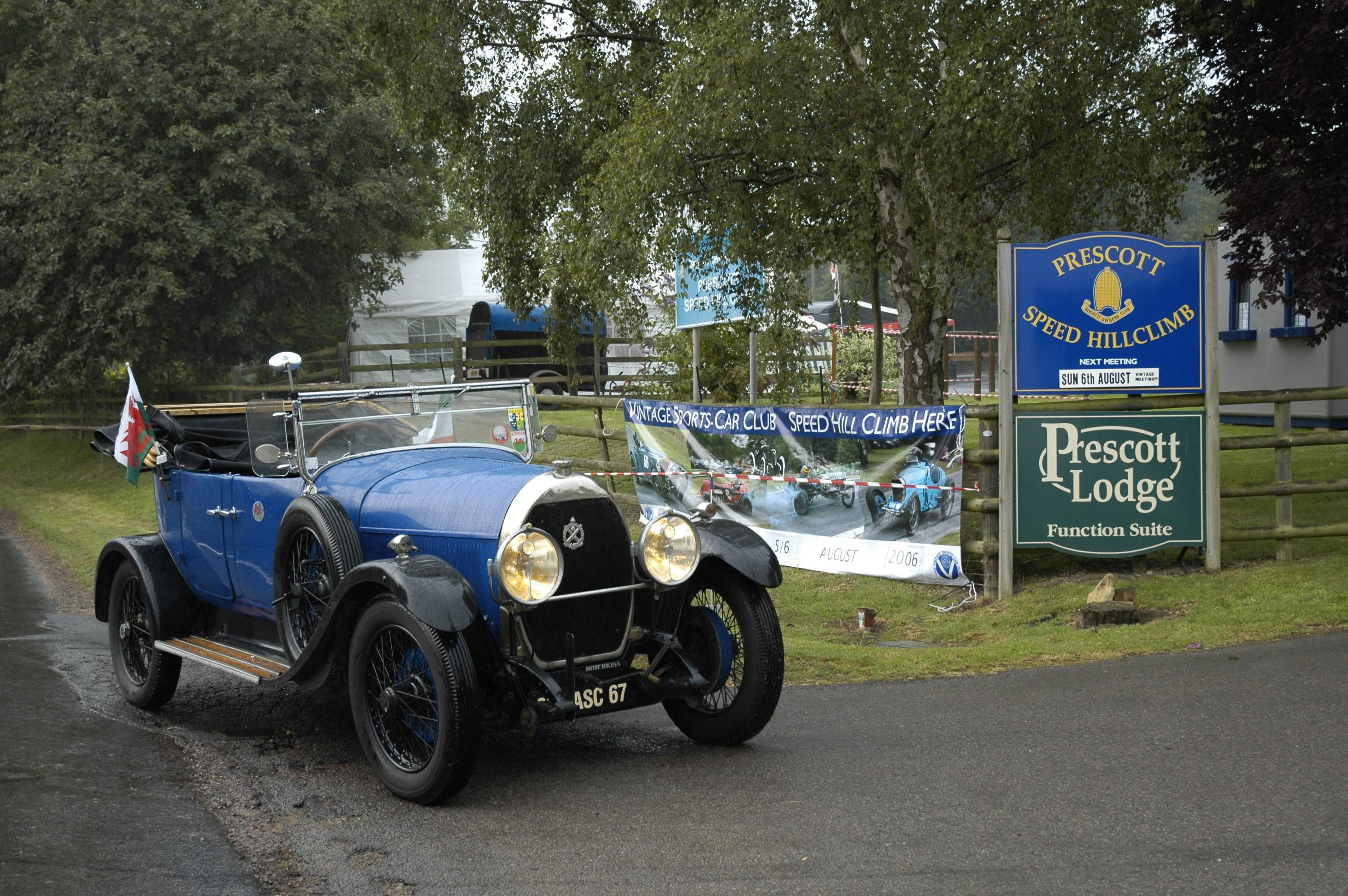
O Hotchkiss AM2, 1925/26.

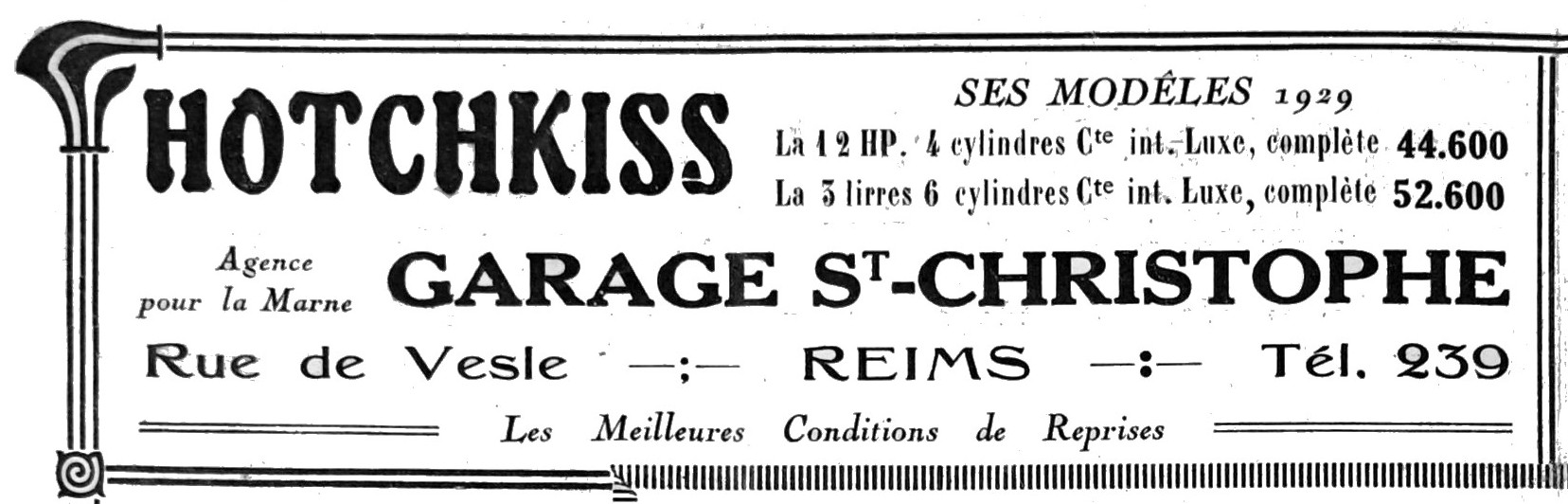
Anúncio da Hotchkiss de 1929.

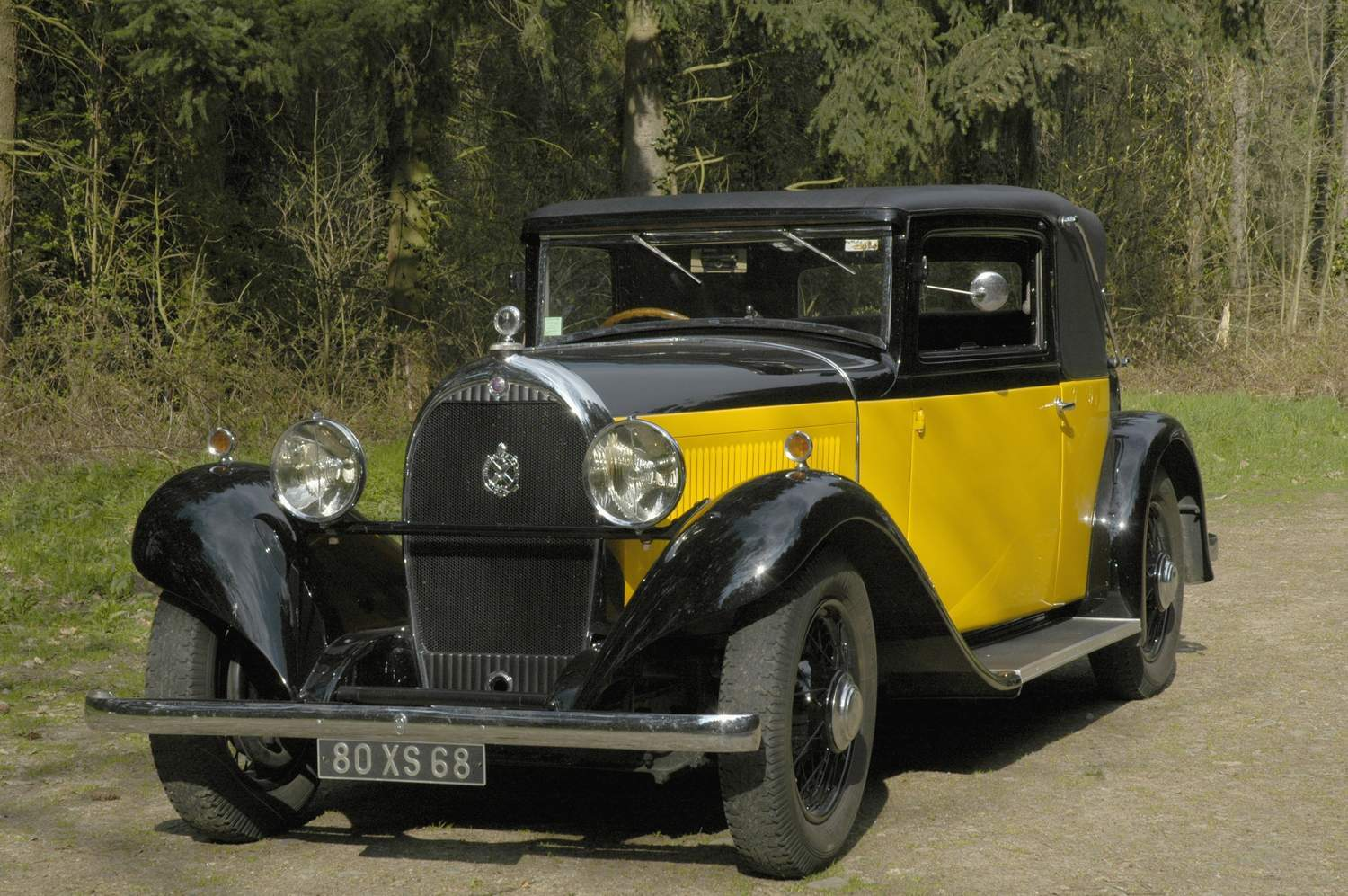
O Hotchkiss AM 80S, 1932.

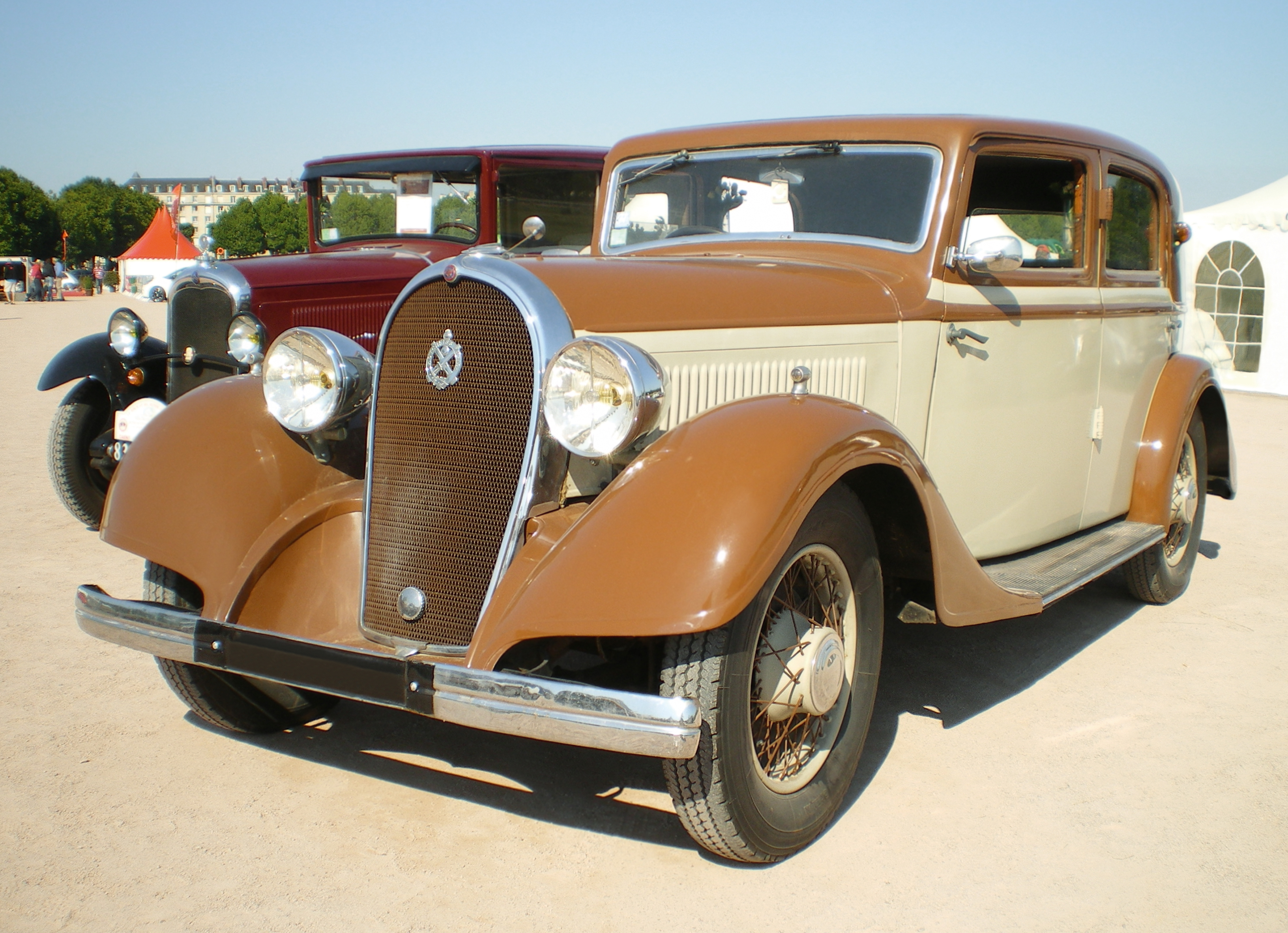
O Hotchkiss 411 avant, 1933-34.

No Salão de 1937, para diversificar sua gama, Hotchkiss, que havia comprado Amilcar no final de 1936, expôs o Composto Amilcar. Foi um protótipo estudado pelo engenheiro Jean Albert Grégoire, com o apoio da Aluminium Français. Um carro moderno (tração dianteira, rodas independentes, chassis de liga leve ...), custava muito mais que seus concorrentes e não podia vencer.
Durante a Segunda Guerra Mundial, apenas a van Amilcar Compound e o carro elétrico C.G.E.-Tudor continuaram a ser produzidos. Sob a égide do COA (Comitê Organizador de Automóveis), a Peugeot adquiriu uma participação significativa no capital da Hotchkiss no final de julho de 1942.
Na Libertação, o Hotchkiss retomou seu lugar nas procissões oficiais. Para suas viagens na Paris libertada, o general de Gaulle exigiu um carro conversível francês: um Hotchkiss, descoberto não sem dificuldade por sua equipe, era essencial.
Por volta de 1948-49, testes de carro foram realizados em Molines, perto de Ispagnac, em Lozère.
Após a guerra, Hotchkiss retomou lentamente suas atividades modificando o caminhão de 2 toneladas que se tornou PL20 (nova cabine toda em aço, novo chassi e freios hidráulicos) e automóveis de 13 HP e 20 HP (rodas dianteiras independentes e freios hidráulicos). No Salão de 1950, os dois modelos 864 S49 e 686 S49 “Artois” foram substituídos pelos 1350 e 2050 “Anjou” que mantiveram a mesma mecânica, mas adotaram uma nova carroceria.
No Salão de 1951, foi exibida a Hotchkiss Grégoire. O engenheiro J.-A. Grégoire voltou a convencer: o seu protótipo, o Grégoire R, com soluções técnicas muito modernas (motor plano de 4 cilindros, 4 rodas independentes, suspensão de flexibilidade variável e chassis de liga leve) esteve no leme, antípodas das concepções tradicionais de Hotchkiss. O peso contido e o Cx muito favorável garantiram bom desempenho e consumo moderado, o carro estava 15 anos à frente de seu tempo. Mas a industrialização se mostrou cara e difícil, com um alto preço de venda obrigando a parada da produção após apenas 247 unidades (números de série de 500 a 747), tornando-o um dos automóveis mais raros já produzidos. Esta aventura agravou as dificuldades financeiras da Hotchkiss e, pouco depois da fusão com a Delahaye, no final de julho de 1954, a Hotchkiss abandonou a construção de automóveis ligeiros. O último modelo, o Monceau, carroceria da Chapron, com motor de 20 HP, nunca será vendido.
Em 1956, Hotchkiss fundiu-se com a Société Nouvelle Brandt e tornou-se Hotchkiss-Brandt. No outono, apareceu o caminhão PL50 (5 toneladas de GVW), uma versão modernizada do PL25 1952 com projetores integrados e o motor de 2,3 litros empurrado para 70 HP. Desde 1954, um bloco de 6 cilindros estava disponível na versão para o corpo de bombeiros. O primeiro veículo de emergência H 6 G 54, que foi instalado em todos os quartéis da brigada Sapeurs Pompiers de Paris, deveria ser usado até o final da década de 1970.
Em maio de 1963, a Hotchkiss assinou um acordo de marketing com a Leyland que durará até o final de 1967 para vender seus caminhões na França. No Salão do Automóvel de 1964, os últimos caminhões Hotchkiss PL60 / DH60 (6 toneladas de peso bruto) foram os primeiros caminhões da série francesa equipados com cabine basculante. Com uma carga útil de 3,7 a 5,7 toneladas, a gama de novos modelos avançados de cabina usa motores a gasolina de 3,5 litros (115 HP SAE) ou diesel (91 HP SAE) com transmissões de 4 ou 4 velocidades.
A fábrica continuou a produzir caminhões com o carimbo "Hotchkiss" até 1969 e o nome sobreviverá para produção militar antes de se tornar em 1966 Thomson-Houston Hotchkiss-Brandt após a fusão da Thomson-Houston e Hotchkiss-Brandt, depois Thomson-CSF em 1971. O os veículos militares da marca Thomson-CSF mantiveram o emblema com as armas cruzadas unidas ao da Thomson.
O nome Hotchkiss-Brandt foi utilizado para a produção de argamassas e o de Hotchkiss-Brandt-Sogème para o departamento de máquinas de classificação de correio.

### A Hotchkiss e as competições

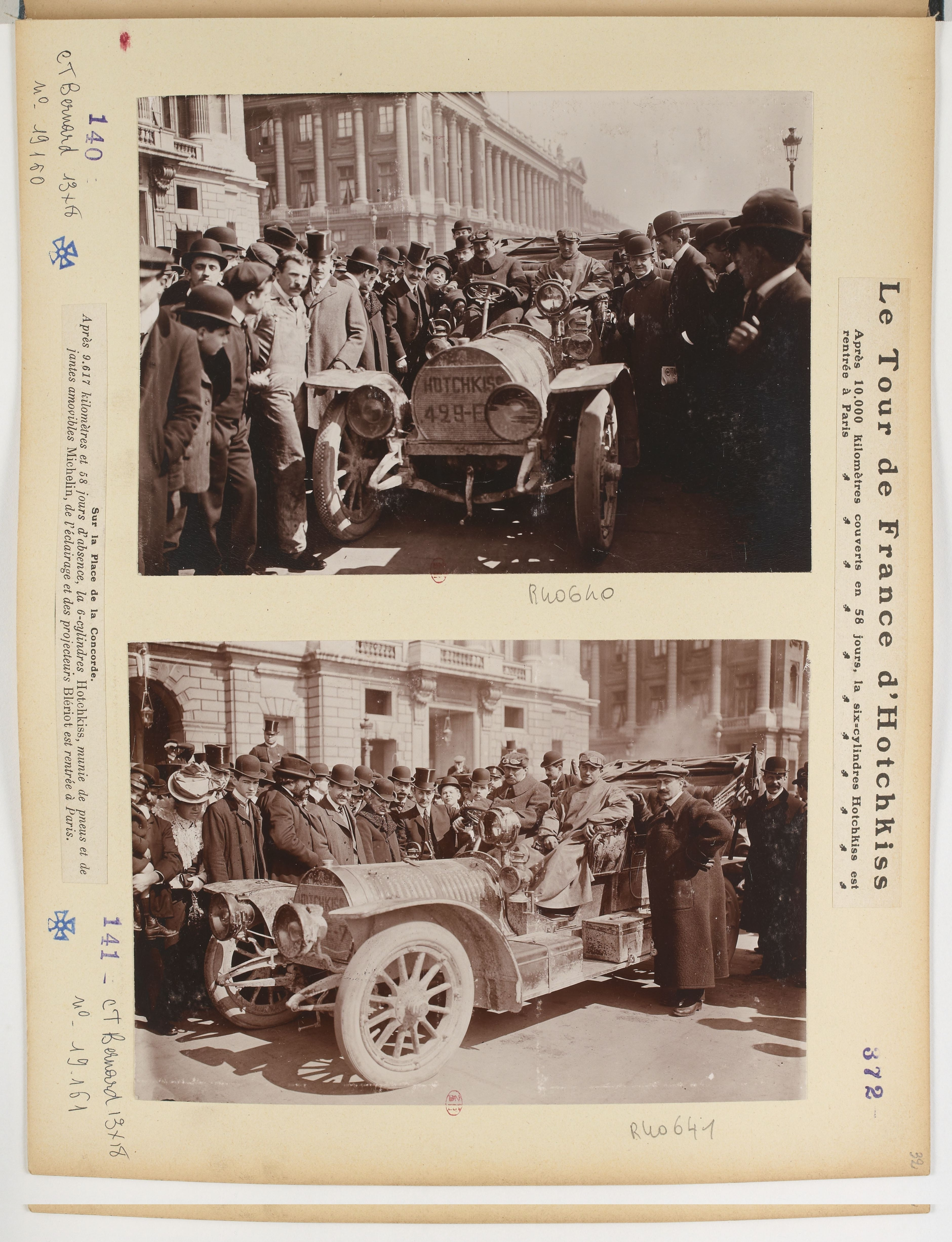
O "Tour de France de Hotchkiss" (10.000 quilômetros em 58 dias - 1906).

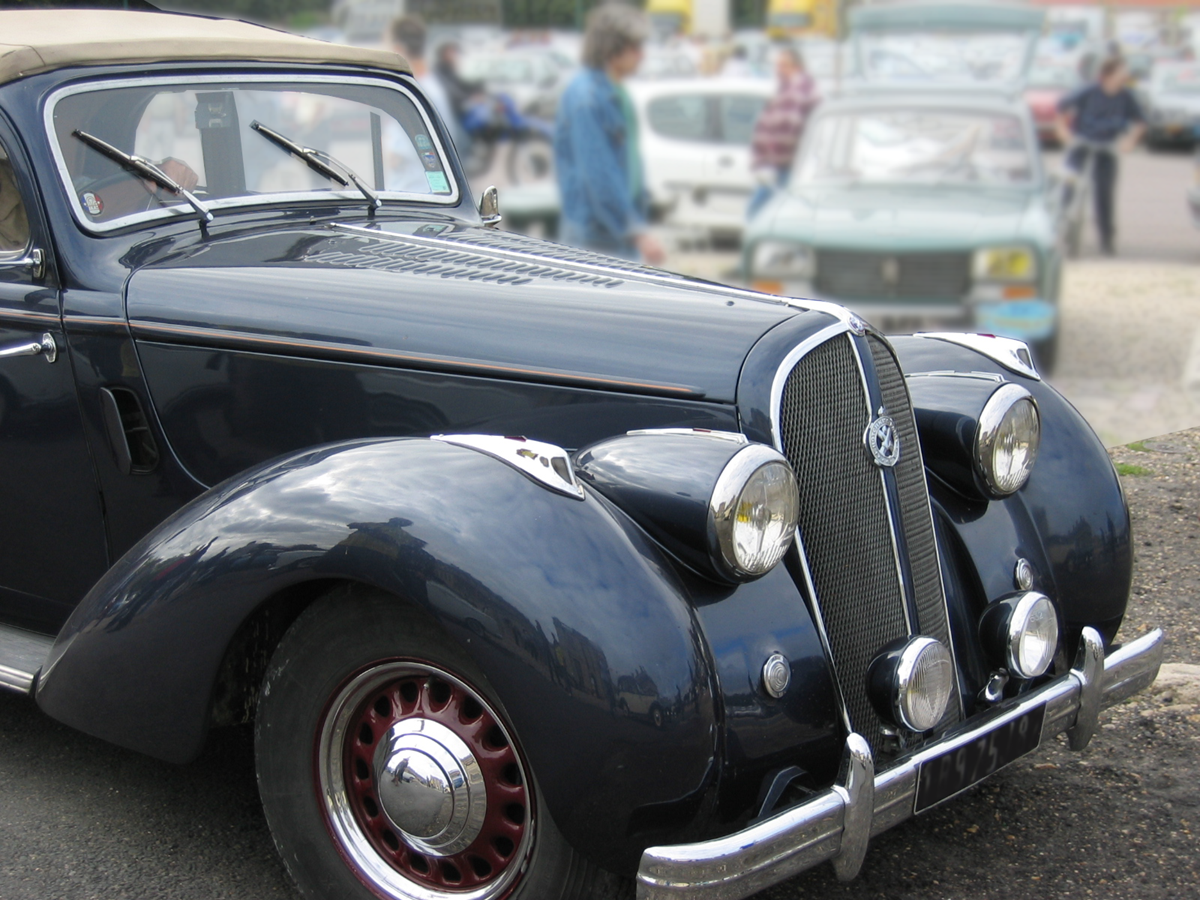
O Hotchkiss Grand Sport type 686, 1937.

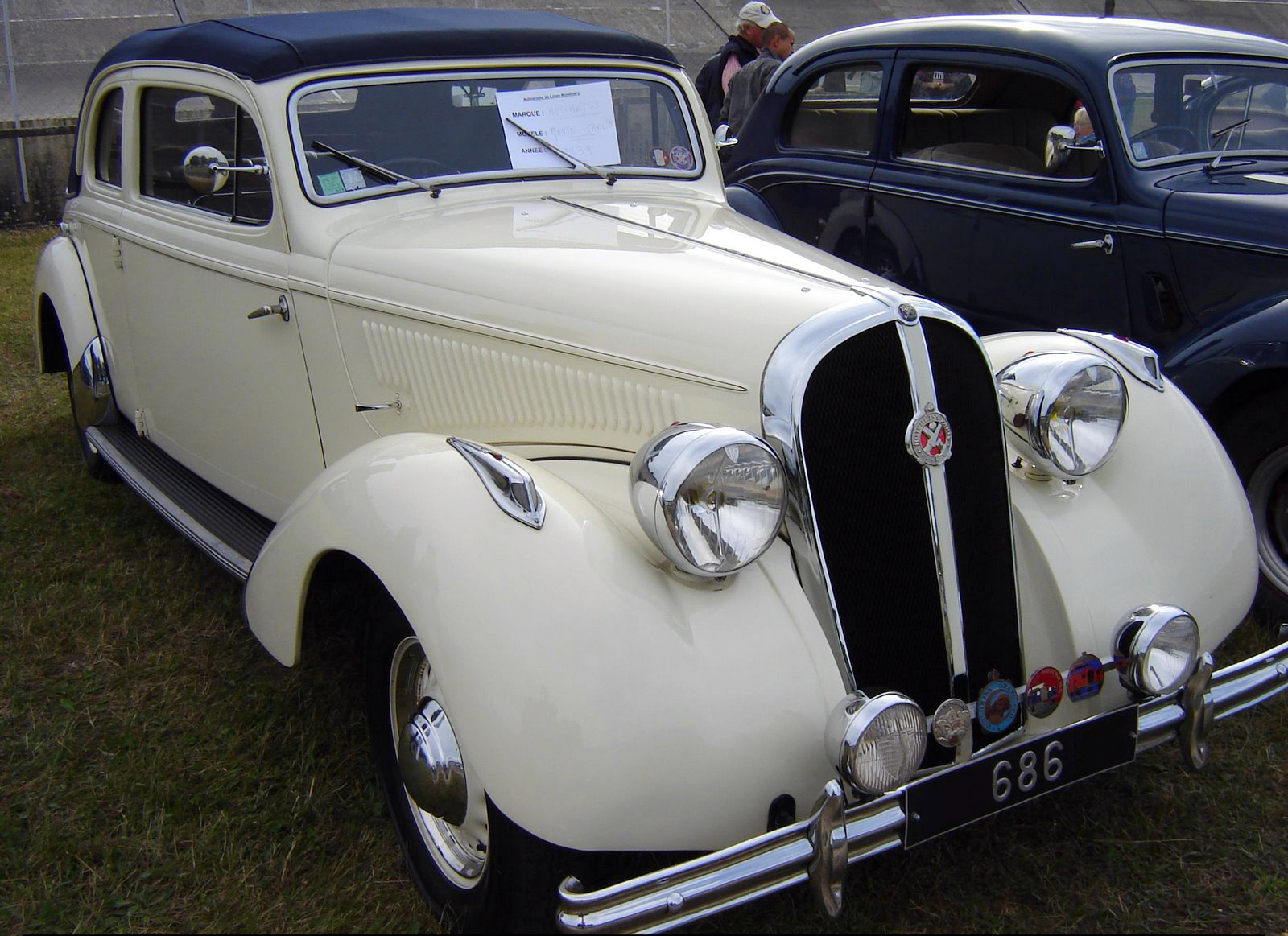
O Hotchkiss 686 GS, 1939.

- Hotchkiss começou por se dar a conhecer através de grandes batidas de automóveis nacionais: Tour de France com um seis cilindros confiado a Blériot em 1906, depois um segundo ainda com um seis cilindros nas mãos de Van Marcke em 1907,[2] este último continuando durante o mesmo ano com uma turnê pela Inglaterra.[3]
- Depois de três vitórias consecutivas da marca no Rallye Monte-Carlo (em 1932 e 1933 para Maurice Vasselle, depois em 1934 para a Louis Gas) com o AM 2 e depois o AM 80S, o 686 GS (para “Grand Sport”, modelo Riviera ) com chassis curto equipado com o novo motor Paris-Nice apareceu no Salon de 1935. Este modelo venceu novamente o rali de Monte-Carlo, em 1939[4] e 1949 com Jean Trévoux - já vencedor em 1934 como co-piloto, e dobrou graças a Edmond Mouche (de) second -, então uma última vez em 1950, quinze anos após seu lançamento, desta vez com Marcel Becquart.
- Hotchkiss também venceu o Grand Critérium international de tourisme Paris-Nice em 1929 com cinco 12 CV empatados, depois em 1934 com Jean Trévoux em um modelo de 3,5 L, este último piloto ainda terminando no Grand Sport Type 686 Paris-Nice - Monte-Carlo o segundo em 1935 e o terceiro em 1937 e depois em 1938.
- Em 1935, a marca venceu a Auto Cup, a Brisson Cup (melhor tempo nas subidas de velocidade e morro francesas), a E. Mahé Cup (melhor tempo sem compressor na costa de La Turbie) e o Prêmio ACIF.[5]
- Em 1937, Trévoux venceu - desta vez para esta marca - a terceira edição do Rallye du Maroc com Marcel Lesurque.
- Em 1939, Trévoux também ganhou a última edição pré-guerra de Liège-Rome-Liège no 686 GS 3.5 L.
  - este piloto ainda conseguiu alguns segundos lugares com a marca, como no GP de Tourisme d'Alger e no GP do RACB das 10 Horas de Spa-Francorchamps em 1934 em 3,5 L., e especialmente no Monte-Carlo 1938 com o 686 GS (carro ainda terceiro em 1937 com Ion Zamfirescu, o vencedor de 1936).
  - Ainda em 1939, Yvonne Simon e Suzanne Largeot venceram a Ladies 'Cup com a 686 GS 3.5 L. (8º geral).
- Em 1946, Robert Huguet venceu a Unlimited Class Cup durante o 9º e último Rally dos Alpes Franceses em um 20CV (competição chamada Coupe des Alpes no ano seguinte).[6]
- Em 1950, Henri Peignaux e Bidu venceram o Rallye du Mont-Blanc com o Hotchkiss 686 GS.[7]
- Finalmente, na categoria feminina, Yvonne Simon foi a vencedora do Rallye Paris - Saint-Raphaël Féminin em 1939 no 686 GS 3.5 L. (2ª em 1937), após ter obtido a Taça Feminina de Monte-Carlo em janeiro de no mesmo ano associado à Srta. Largeot.
- Nos circuitos, “a marca Hotchkiss tem um histórico pesado e glorioso em seu crédito. Em velocidade, ela quebrou muitos recordes mundiais em Montlhéry”.[8]
- Os concorrentes diretos da 686 GS no mercado francês eram o Delahaye type 135 (marca que comprou a Delage em 1935 antes de ser adquirida pela Hotchkiss em 1954), o Bugatti Type 57, o Salmson S4 E ou o Talbot. -Lago Baby. O 686 GS era movido por um motor de 6 cilindros com válvula no teto de exatamente 3.489 cc, capaz de desenvolver 130 cv, e equipado com freios hidráulicos e suspensões da marca Grégoire (uma transmissão automática eletromagnética Cotal pode ser encomendada como opção).

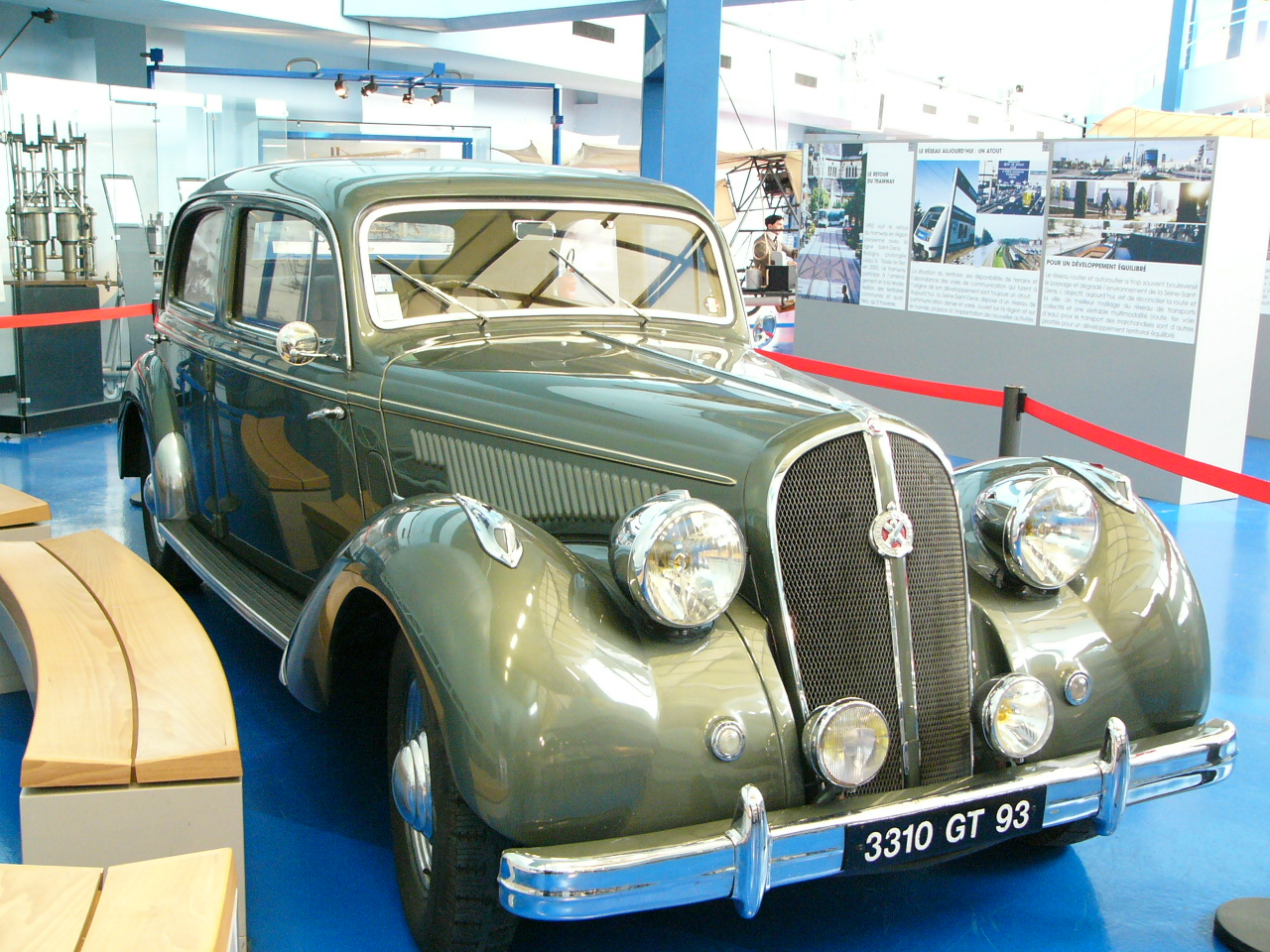
O Hotchkiss Artois, 1948.

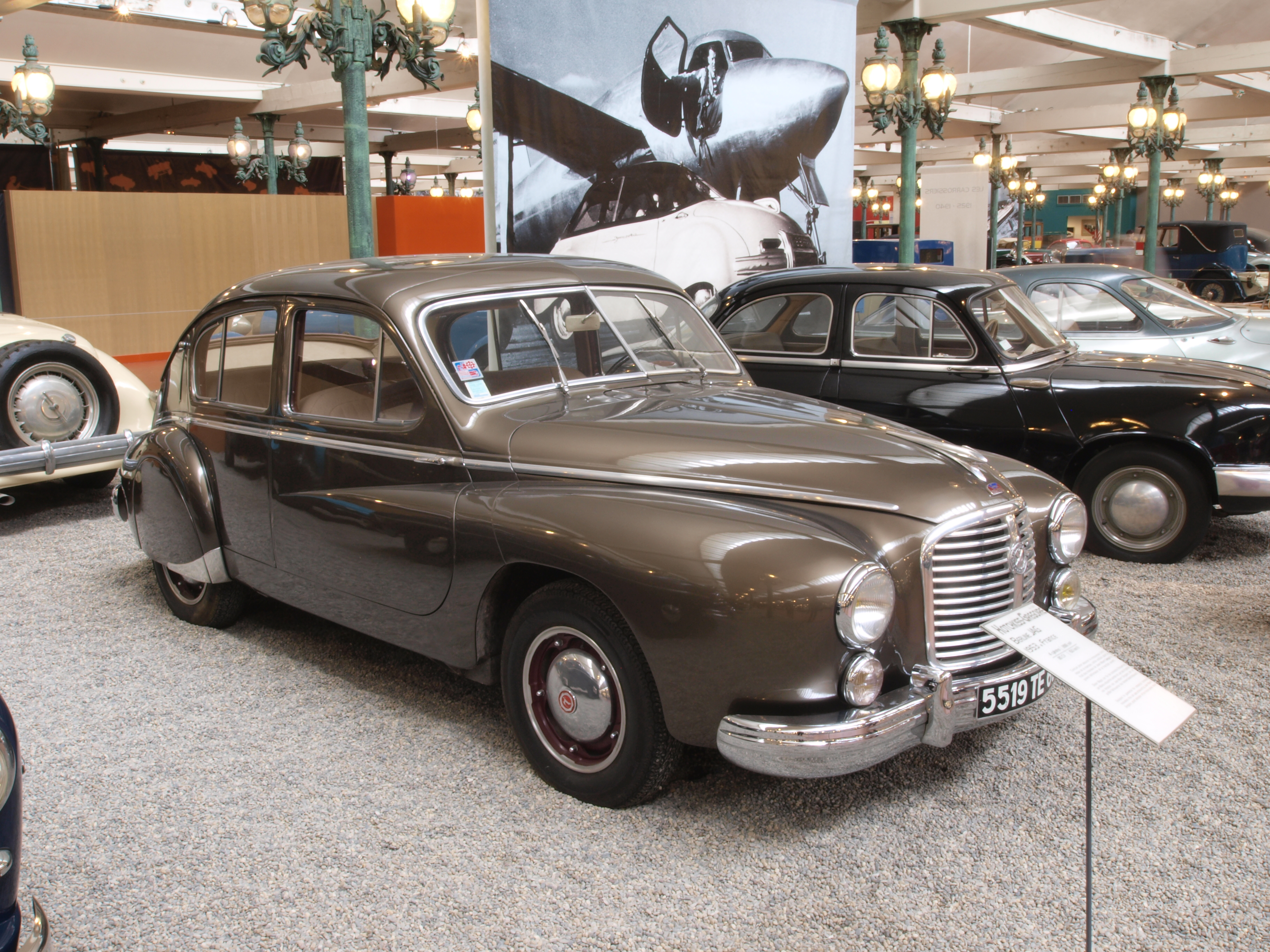
O Hotchkiss Grégoire, 1953.

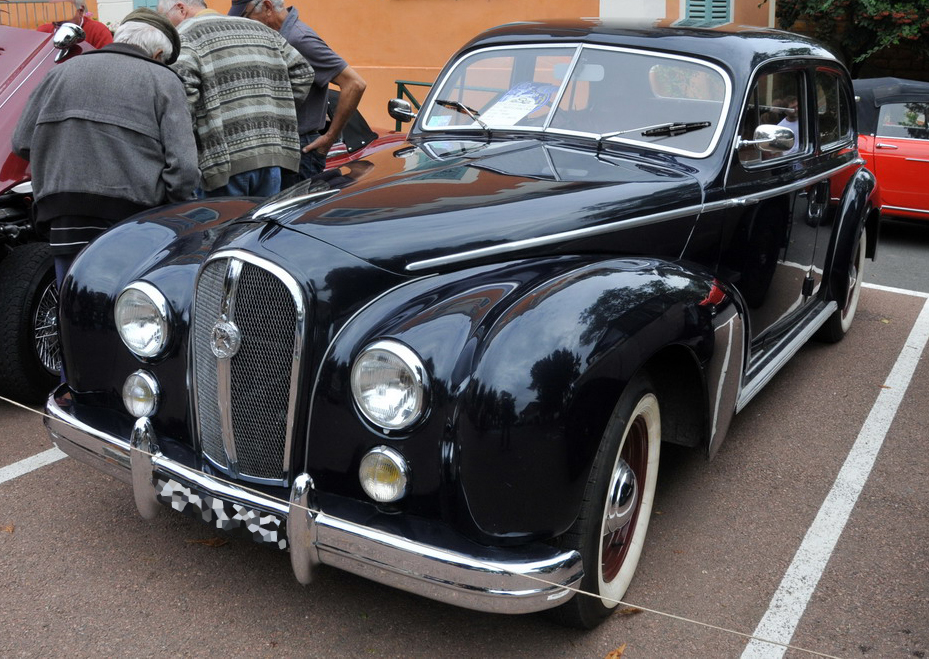
O Hotchkiss Anjou, 1955.

## Produtos

### Veículos
- Primeiros modelos:
  - Hotchkiss 17CV : 1903
  - Hotchkiss 20-24CV : 1904
  - Hotchkiss HH : 1906
- 1910-1914 :
  - Hotchkiss 12-16CV : 1910-1914
  - Hotchkiss 16-20CV : 1910-1913
  - Hotchkiss 20-30CV : 1910-1914
  - Hotchkiss 40-50CV : 1910-1914
  - Hotchkiss AD : 1913-1914
- 1920-1933 :
  - Hotchkiss AH : 1920-1923
  - Hotchkiss AF et AL : 1920-1924
  - Hotchkiss AK : 1921
  - Hotchkiss AM et AM2 : 1924-1932
  - Hotchkiss AM80 : 1928-1933
- 1933-1948 :
  - Hotchkiss 411, 412, 413, 415 et 480/486 : 1933-1937
  - Hotchkiss 614, 615, 620 et 680/686 : 1933-1939

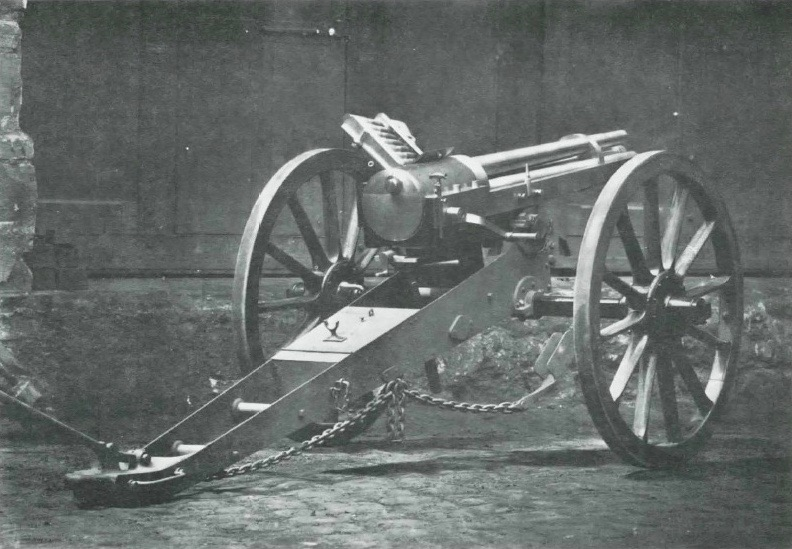
O "canhão-revólver" Hotchkiss, foto de 1874.

  - Hotchkiss 864 : 1937-1940
  - Hotchkiss 866 : 1946-1948
- Últimos modelos :
  - Hotchkiss Artois : 1948-1950
  - Hotchkiss Grégoire : 1950-1953
  - Hotchkiss Anjou : 1950-1954
  - Hotchkiss Anthéor : 1950-1954
  - Hotchkiss Agay : 1954
  - Hotchkiss Monceau : 1954

### Armas
- Mitrailleuse Hotchkiss modèle 1914
- Toda a série de canhões de tubos múltiplos de 37, 40, 47 e 53 mm
- Metralhadora Hotchkiss Mle 1922
- Metralhadora Hotchkiss Mle 1929
- Canhão antitanque Hotchkiss 25 mm
- Canhão de 25 mm Tipo 96 (Império do Japão)
- Canhão de 47 mm de tiro rápido
- Tanque ligeiro Hotchkiss H35 (variantes, H38 e H39)
- Chenillettes Hotchkiss TT 6 et CC 2[9][10]

## A Hotchkiss e o Jeep

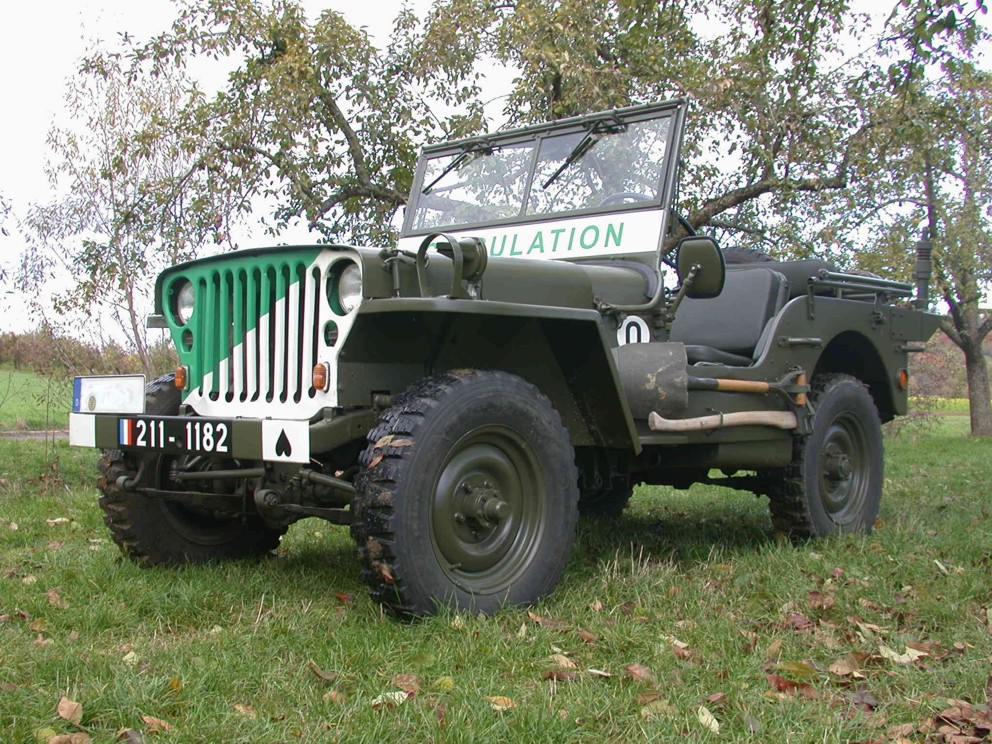
O "Jeep Hotchkiss" M201.

- Em 1946, a Hotchkiss juntou forças com a Willys-Overland Export Corporation para a venda e distribuição na França do Jeep CJ 2A e depois CJ 3A.
- Em 16 de junho de 1952, Willys concedeu a Hotchkiss a licença para fabricar e comercializar peças de reposição para os mercados militar e civil e, em seguida, a licença para construir todos os tipos de veículos produzidos pela Willys-Overland. O primeiro modelo instalado foi o JH101.
- Em 1955, uma linha de produção e montagem foi iniciada na unidade de Saint Denis em 32, bd Ornano. O exército francês relançou a produção de jipes após o fracasso dos testes do "programa francês de veículo leve de ligação todo-o-terreno" (VLR Delahaye, VSP Peugeot ...) A primeira encomenda foi de 465 veículos denominados "Jeep Hotchkiss licença MB " Na verdade, esses veículos eram virtualmente idênticos aos modelos americanos.
- A produção foi realizada na fábrica Stains. Após algumas melhorias em julho, os Jipes assumiram a denominação de “M201 licença MB” e foram produzidos em 27.614 unidades. Além de 24 cópias destinadas à administração, toda a produção foi destinada ao exército. Também foram produzidos 5.554 veículos civis dos tipos JH 101, JH 102 e HWL.
- Em 1960, a partir do chassi 08961, foi produzido o Mle M201-24 volts.
- Em 1962, o Jeep foi oferecido com um motor a diesel Indenor 85 XD P4.
- No final de 1966, os contratos expiraram e a produção foi paralisada.
- Em 2000, os últimos M201 - 24 V foram reformados.

### Versões armadas do Hotchkiss M201
Durante a Guerra da Argélia, o Exército equipou alguns de seus M201s com canhões sem recuo de 75 mm e depois de 106 mm (M40 EUA). No final dos anos 1960, alguns dos M201s estavam armados com mísseis antitanque SS10 guiados por fio. Em 1976, o M201 Milan apareceu; cada veículo carregava três mísseis.

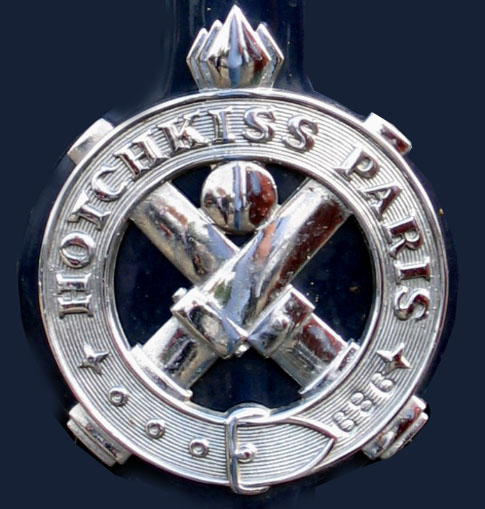
O emblema da Hotchkiss.

## Emblema
O emblema lembra o distintivo militar americano do "Corpo de Ordenança do Exército dos EUA", uma referência à marca na fabricação de armas. Dois canhões cruzados, com uma granada por cima e rodeados por um cinto e a menção "Hotchkiss Paris".